# Stämapparat

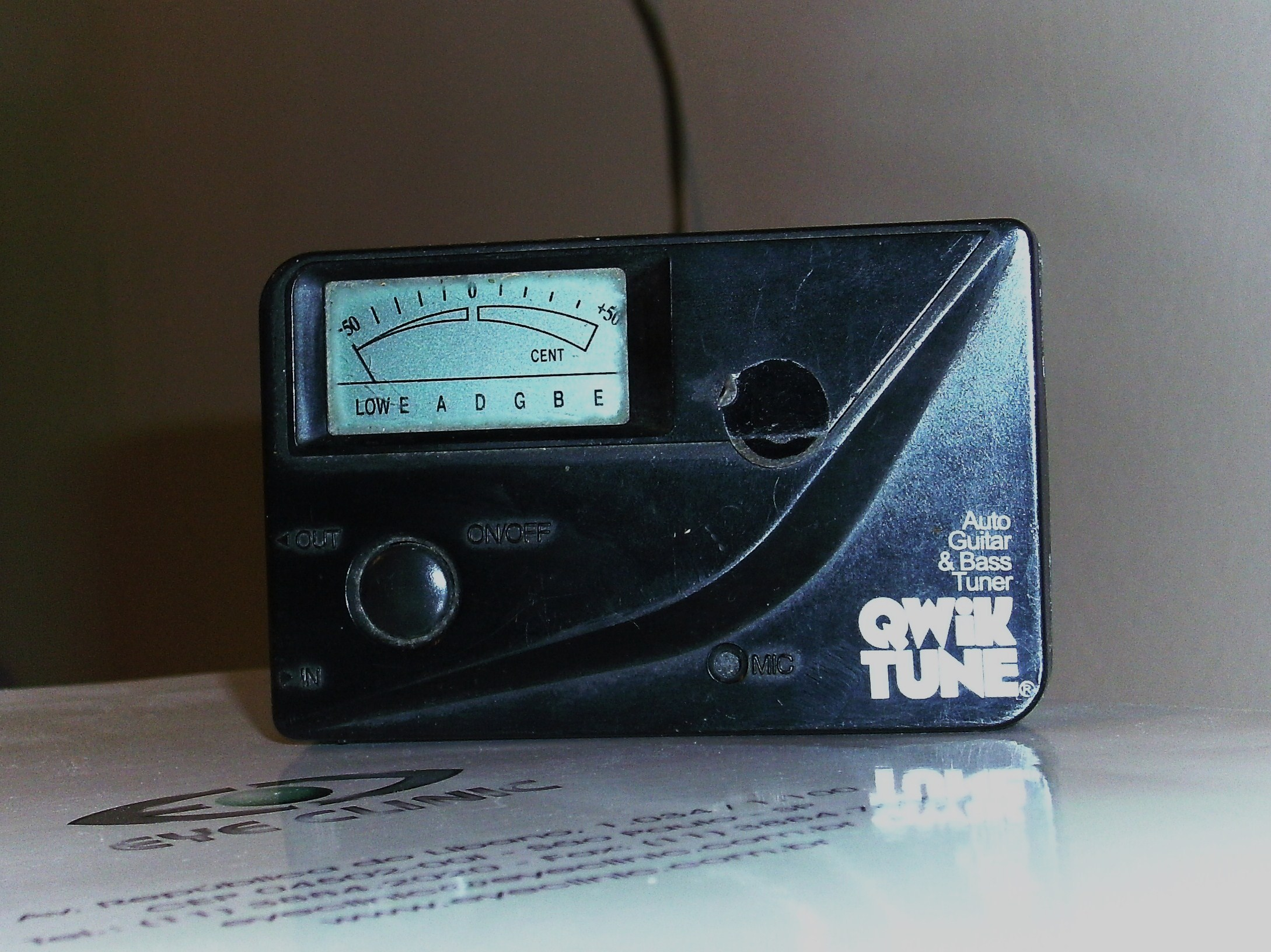

En stämapparat är ett verktyg med vars hjälp man kan stämma musikinstrument. 
Den allra första verktyget för stämning var stämgaffeln.
Den modernare analoga stämapparaten har en visare som indikerar om tonen ligger precis på normalstämning, eller över, eller under.
Stroboskopbaserade stämapparater var vanligt på 60- och 70-talet; och är än idag de som har bäst precision.
I slutet av 1900-talet började stämapparaterna bli billigare, framför allt då digitala stämapparater kunde tillverkas.
Stämapparater hämtar tonen från en mikrofon eller en ingång för ljudkabel. Bra stämapparater känner igen vilken ton det är som spelas, så att det inte behöver ställas in manuellt.
Att använda stämapparat är ett snabbt och pålitligt sätt att stämma instrument, även om många föredrar gehör eller den omdiskuterade flageolettmetoden för gitarrer och basar. För intonering och andra justeringar av framför allt elgitarr är stämapparaten ett viktigt verktyg. Inom klassisk musik används i princip aldrig stämapparat; i symfoniorkestrar stämmer man till exempel utifrån det A som oboen ger.